# New York Life Building
Das New York Life Building ist ein Wolkenkratzer in Manhattan in New York City, USA. Das Gebäude ist der Hauptsitz der New York Life Insurance Company (New York Life).

## Beschreibung
Das Bürohochhaus befindet sich in Midtown Manhattan im Viertel NoMad zwischen der East 26th und 27th Street sowie der Madison Avenue und der Park Avenue South am Madison Square und nimmt einen ganzen Stadtblock ein. Jenseits der Madison Avenue erstreckt sich der Madison Square Park.
Das Gebäude wurde von dem Architekten Cass Gilbert entworfen und von 1926 bis 1928 erbaut. Es ist das dritte und letzte Gebäude, das von Gilbert im neogotischen Stil errichtet wurde. Der Wolkenkratzer ist 187,5 Meter (615 Fuß) hoch und besitzt 40 Stockwerke, von denen sechs Stockwerke auf die vergoldete Turmspitze entfallen. Über den vierstöckigen Sockel, der den ganzen Block einnimmt, verjüngt sich das Gebäude gemäß der Zoning Resolution von 1916 mit drei Rücksprüngen (Setbacks) bis zum mittig sitzenden Turm. Der quadratische Turmschaft besitzt an allen vier Ecken kleine krönende Türmchen mit ebenfalls vergoldeten Turmspitzen und an den Längsseiten jeweils zwei neugotische Fialen. Die Fassade ist mit Indiana-Kalkstein verkleidet. Das Hochhaus hat 2180 mit massiver Bronze eingerahmte Fenster und 72 Gargoyles. Auch innerhalb des Gebäudes verwendete der Architekt zur Ausgestaltung reichlich Bronze. Die charakteristische goldfarbene Turmspitze des Gebäudes war ursprünglich ein mit Blattgold besetztes Kupferdach. Dieses wurde aufgrund von Schäden durch Umwelteinflüsse 1967 durch ein Dach mit goldfarbenen Keramikfliesen ersetzt. Von der Madison Avenue bis zur Park Avenue South verläuft durch das Erdgeschoss eine große Arkade, die auch Anbindungen an die New York City Subway bietet. Das Gebäude ist heute noch ein prägendes Bild in der Skyline von New York City.

## Geschichte
Anfang des 19. Jahrhunderts stand auf dem Block ein Eisenbahn-Depot der New York and Harlem Railroad. Mit Fertigstellung des Grand Central Terminal 1871 wurde dieses verlegt und das alte Depotgebäude von P. T. Barnum gekauft, der es zu einer Zirkushalle mit dem Namen „Monster Classical and Geological Hippodrome“ umbaute. 1876 vermietete Barnum das Gebäude an den Kapellmeister Patrick S. Gilmore, der es in „Gilmore’s Garden“ umbenannte. Als dieser die Miete nicht mehr zahlen konnte, wurde das Gebäude wiederum von Barnum benutzt, der ihm den Namen „Madison Square Garden“ gab. Da das mittlerweile mehrfach umgebaute Gebäude nun auch für Sportveranstaltungen genutzt wurde und der Platz bald nicht mehr ausreichte, musste es abgerissen werden, um ein Größeres zu errichten. Ab 1890 stand auf dem Block der zweite, von McKim, Mead, and White entworfene, Madison Square Garden, dessen Turm der Giralda nachempfunden war. 1925 wurde abermals ein neuer Madison Square Garden gebaut, diesmal aber nicht mehr am Madison Square Park, sondern an der Eighth Avenue, zwischen der West 49th und 50th Street. Der alte, zweite Madison Square Garden wurde abgerissen, um das New York Life Building zu bauen. Von 1966 bis 1967 wurde die Turmspitze umgestaltet und das Kupferdach durch goldfarbene Keramikfliesen ersetzt. 1994 fanden umfangreiche Außensanierungsarbeiten statt. Das Gebäude ist bis in die Gegenwart Hauptsitz von New York Life (Stand 2023).
Das New York Life Building erhielt am 2. Juni 1978 den Status eines National Historic Landmarks zuerkannt und wurde in das National Register of Historic Places eingetragen. Am 24. Oktober 2000 erklärte die New Yorker Landmarks Preservation Commission das Gebäude zum Wahrzeichen der Stadt.

## Ansichten

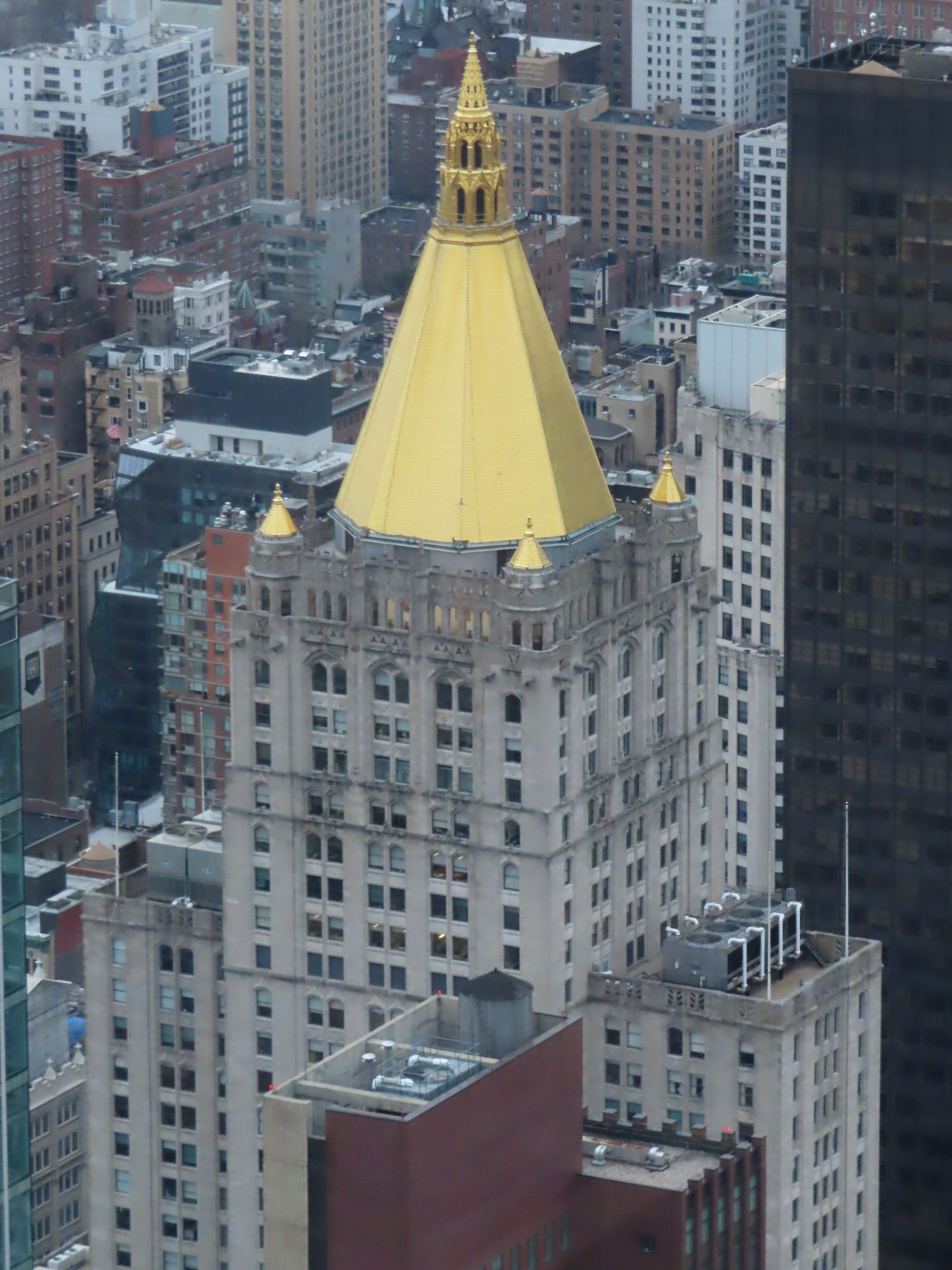
Das New York Life Building vom Empire State Building gesehen (2020)
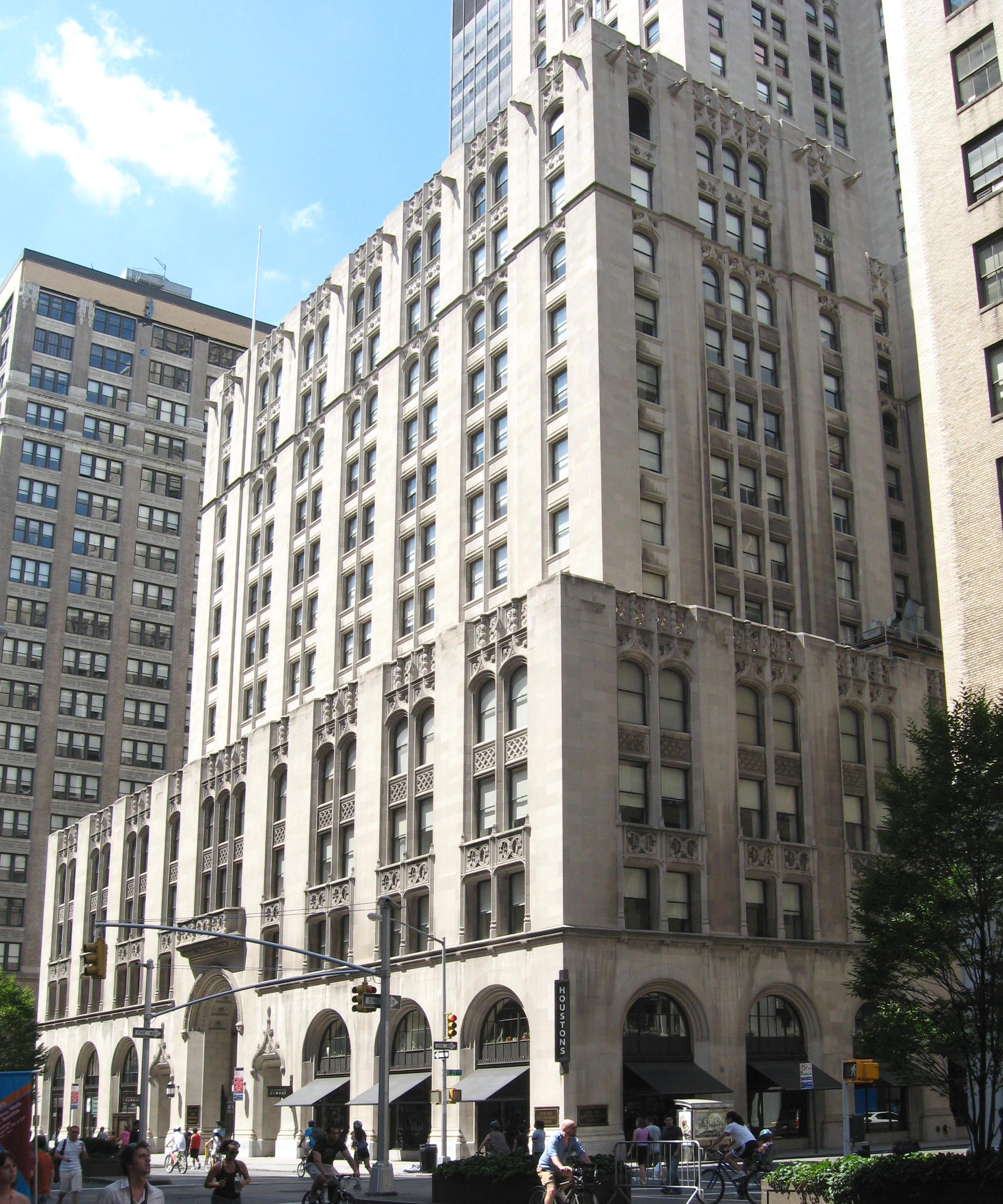
Der Sockel an der Gebäuderückseite an der Park Avenue South
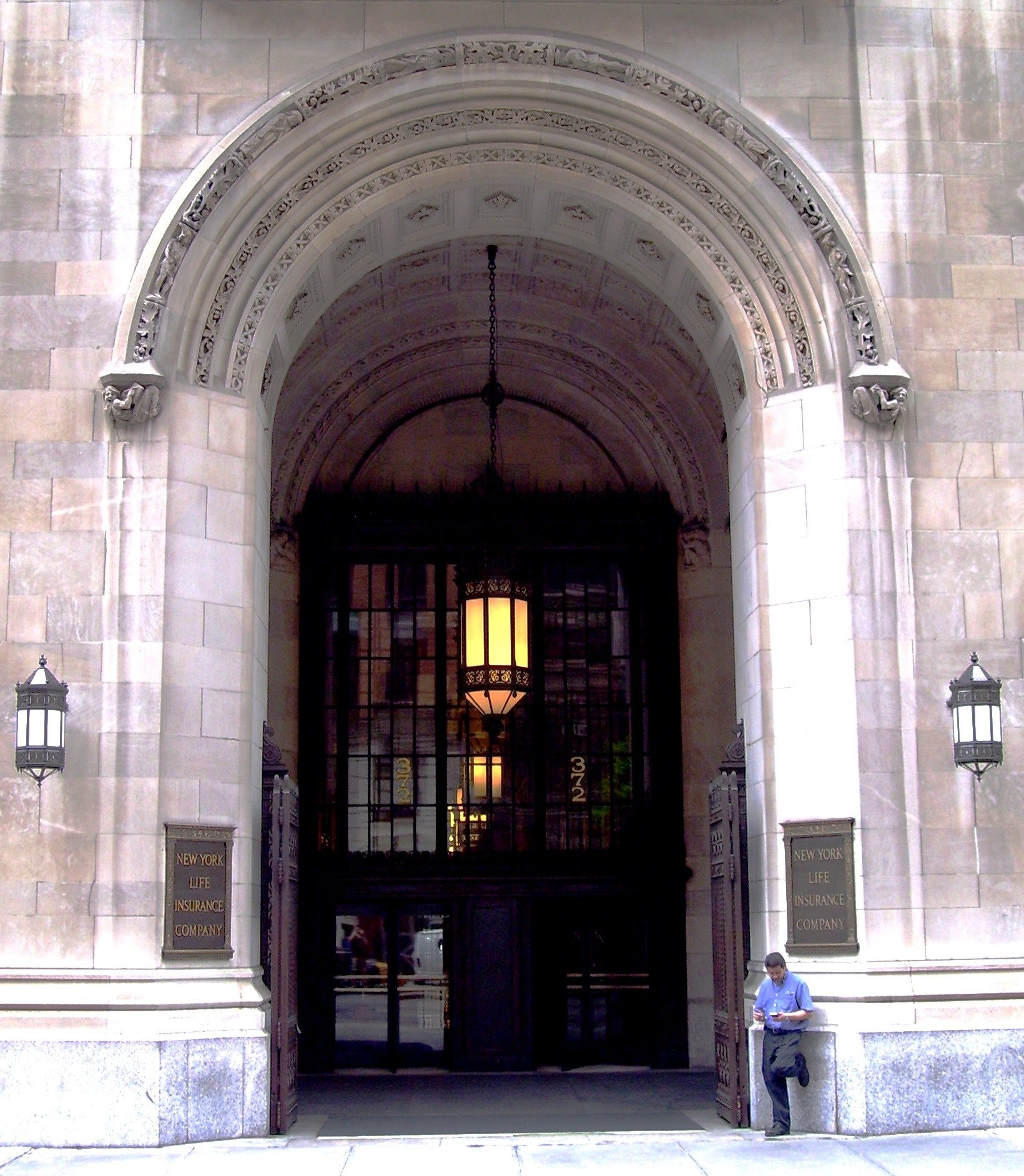
Das Eingangsportal an der Park Avenue South
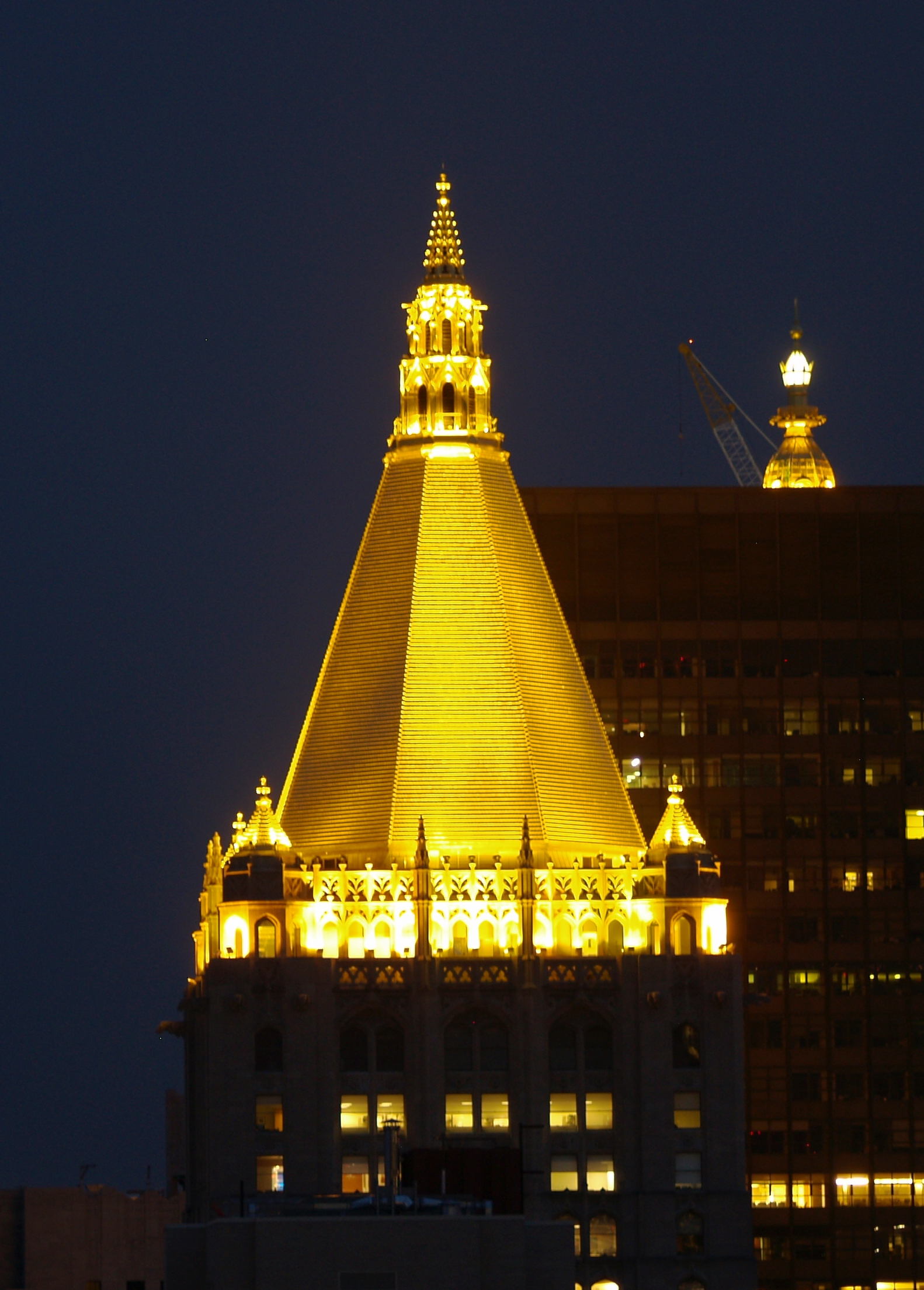
Beleuchtete und vergoldete Turmspitze bei Nacht